# Byggnadsnämnd

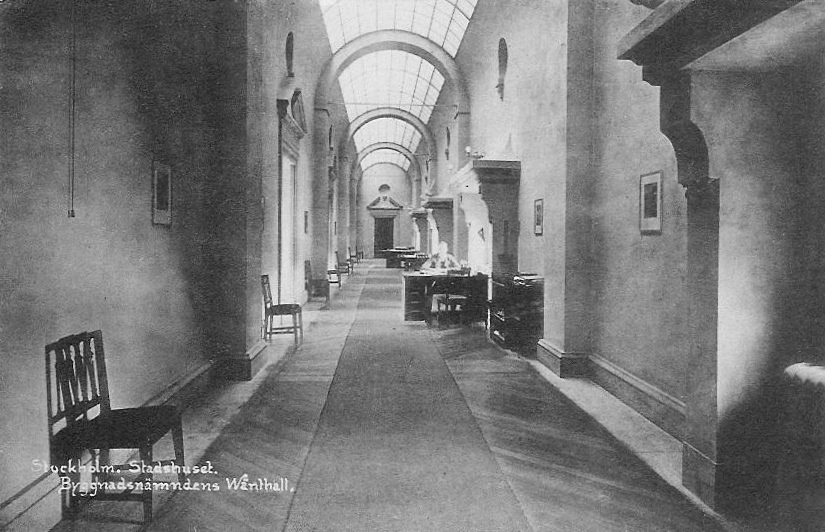
Byggnadsnämndens vänthall, Stockholms stadshus, tidigt 1920-tal.

Byggnadsnämnd eller stadsbyggnadsnämnd kallas i regel den nämnd som den svenska plan- och bygglagen (PBL) ålägger kommuner att ha för att sköta vissa uppgifter inom byggnadsområdet. Nämnden har en förvaltning som ofta kallas stadsbyggnadskontor. 
Kravet på att städer och stadsliknande samhällen ska ha en byggnadsnämnd infördes i 1931 års byggnadsstadga. Sedan 1947 måste varje kommun ha en byggnadsnämnd eller ett motsvarande organ.
Kommunen ansvarar för fysisk planering där större beslut angående fysisk planering tas av kommunfullmäktige eller på delegation av kommunstyrelsen. Mindre beslut avseende fysisk planering delegeras vanligen till byggnadsnämnden, till exempel planer för markanvändning och byggande inom mindre områden som enskilda fastigheter och delar av kvarter eller där beslutet tillstyrkts av samtliga sakägare. Större beslut angående fysisk planering förbehålls vanligen kommunfullmäktige exempelvis betydande detaljplaner eller planering för stadsdelar eller hela kommunen (områdesbestämmelser, detaljplaner och översiktsplaner).
Byggnadsnämnden beslutar om tillstånd att bygga (bygglov), tillstånd att riva, tillstånd till större markarbeten samt förhandsbesked om möjligheten att få bygglov. Byggnadsnämnden utför tillsyn av att byggnaden uppförs på det sätt som lagstiftningen kräver om säkerhet, tillgänglighet med mera. Många beslut inom dessa områden tas på delegering, det vill säga av tjänstemän på den politiska nämndens uppdrag och efter nämndens riktlinjer.
Om ett bygge sker utan tillstånd eller inte uppfyller ställda krav (ett så kallat svartbygge) kan byggnadsnämnden utfärda sanktioner mot den som bygger, till exempel byggsanktionsavgift och krav på rivning mot vite. 
I stadsbyggnadskontoret finns en mätavdelning som arbetar med att mäta in och markera lägen för till exempel fastighetsgränser och hus som ska byggas (utstakning eller utsättning) samt att kontrollera läget när byggnaden är klar. Mätavdelningen arbetar också med att uppdatera kartunderlag, men ibland finns en särskild kartavdelning. 
Byggnadsnämnden ger ibland tillstånd för hantering och förvaring av brandfarlig vara. Sedan en lagändring 2010 är oftast den kommunala räddningstjänsten utpekad tillståndsmyndighet.
Organisationen och ansvarsområdena varierar starkt mellan olika kommuner. Många kommuner har en nämnd som behandlar byggfrågor och en nämnd som behandlar miljöfrågor. En annan vanlig lösning är att ha en sammanslagen byggnads- och miljönämnd. I vissa mindre kommuner kan man välja att göra kommunstyrelsen till den nämnd som ansvarar för plan- och byggfrågor. En annan vanlig lösning i mindre kommuner eller i glesbygd är att flera kommuner har en gemensam byggnadsnämnd.
Byggnadsnämnden kan innehålla en kommunal lantmäterimyndighet som utför till exempel delning och sammanslagning av tomter (lantmäteriförrättningar). Oftast har byggnadsnämnden också någon eller några andra uppgifter, till exempel energirådgivning, bostadsanpassning för handikappade eller ansvar för kommunens GIS (Geografiskt InformationsSystem).
Byggnadsnämnden finansieras delvis med skattemedel men har oftast också intäkter genom avgifter som bestäms enligt taxa eller genom avtal.